# 鲁内·约翰松
鲁内·约翰松（瑞典語：Rune Johansson，1920年8月23日—1998年12月30日），瑞典男子冰球运动员。他曾代表瑞典参加1948年和1952年冬季奥林匹克运动会冰球比赛，其中1952年冬季奥运会获得一枚铜牌。